# Franca Valeri
Franca Valeri, pseudonimo di Alma Francesca Maria Norsa (Milano, 31 luglio 1920 – Roma, 9 agosto 2020), è stata un'attrice, autrice teatrale e regista teatrale italiana, nota per la sua lunga carriera di interprete caratterista.
Appassionata di teatro musicale, nella sua carriera si è dedicata anche alla regia operistica.

## Biografia

### Infanzia e giovinezza
Franca Norsa nasce il 31 luglio 1920 a Milano, in via Cerva, ma l'atto di nascita riporta l'indirizzo di residenza di via Giuseppe Rovani 7, in una famiglia della borghesia milanese, secondogenita di Luigi Angelo Norsa, ingegnere mantovano alla Breda di Sesto San Giovanni, e Cecilia Pernetta, originaria di Pavia; il padre era di origine ebraica ma viveva laicamente e la madre, cattolica, era inizialmente mal vista dai parenti del futuro marito, ma l'arrivo del primogenito Giulio convinse la suocera ad acconsentire al matrimonio. I figli non vennero né battezzati come cristiani né avviati all'ebraismo. A carriera già avviata, fu poi scoperta nell'albero genealogico della famiglia la presenza di un'attrice, vissuta nel XVIII secolo, di nome Fanny Norsa.

Franca Valeri ne Il segno di Venere di Dino Risi (1955)

Appassionata di recitazione fin da piccola, imitatrice delle amiche della madre, Franca cresce apprendendo, su invito del padre (il quale le regala spesso dischi a 78 giri di Ettore Petrolini), l'inglese e il francese e frequentando, grazie a entrambi i genitori spesso ospiti in un palchetto di amici, il teatro alla Scala, appassionandosi così all'opera. Vive inoltre a Riccione, Venezia e la Svizzera per le lunghe vacanze estive. Dopo un periodo vissuto in un appartamento in via della Spiga, i Norsa nel 1935 si trasferiscono nella signorile via Mozart.
Franca frequenta il Regio Liceo Ginnasio Giuseppe Parini nella sezione C, l'unica in cui venga insegnata la lingua inglese. Sua compagna di classe e amica in quel periodo è Silvana Mauri, futura moglie di Ottiero Ottieri e nipote di Valentino Bompiani, il quale, trasferitosi a Milano in quegli anni, aveva fondato la casa editrice Bompiani.
Franca adolescente inizia recitando caricature in compagnia di alcune amiche: con loro inscena una specie di teatrino ad uso e consumo di amici e parenti. Nasce in questo contesto il personaggio della Signorina Snob (che stigmatizzava con sagacia e ironia i comportamenti ipocriti della borghesia milanese, cui lei stessa appartiene).
Le leggi razziali fasciste del 1938 privano la famiglia dei diritti fondamentali e Franca si trova, per di più, a dover rinunciare anche alle affezionate domestiche. Espulsa dal Parini all'ultimo anno, riesce ad iscriversi da privatista, senza destare sospetti, al Regio Liceo - Ginnasio Alessandro Manzoni.
Il periodo più buio arriva dopo l'armistizio dell'8 settembre 1943. Il padre e il fratello trovano rifugio in Svizzera. Franca, rimasta a Milano con la madre, sopravvive alle deportazioni grazie a un impiegato dell’anagrafe, il quale le rilascia una carta d’identità falsa, che la trasforma nella figlia illegittima di sua madre Cecilia Pernetta, nata a Pavia come quest'ultima e non a Milano. Lei e la madre lasciano l'appartamento di via Mozart ad alcune persone ricercate e si trasferiscono in Brianza, poi in una località sopra Lecco, per tornare infine a Milano, nascoste in una casa di ringhiera bombardata, di proprietà di amici, in via Rovello. Per passare il tempo legge Marcel Proust, nei libri Gallimard in lingua originale posseduti da suo padre, il quale aveva studiato alla Sorbona.
Nel 1944, ospitata a Roma da una cugina del padre, si presenta all'audizione per l'ingresso all'Accademia nazionale d'arte drammatica, assieme a Tino Buazzelli. Recita un brano da Le mosche, di Jean-Paul Sartre, ma Silvio D'Amico, Wanda Capodaglio e Orazio Costa, affamati e di fretta, prendono Buazzelli e respingono lei. Franca non si dà per vinta, e, complice la cugina, fa credere ai suoi di frequentare l'accademia; nel frattempo riesce a recitare e a fare cabaret, divenendo amica di Ennio Flaiano e Nicola Ciarletta. Domenica 29 aprile 1945 è a Milano ed assiste all'esposizione del Duce Benito Mussolini, Claretta Petacci e gerarchi a piazzale Loreto, avendo la sensazione di assistere a un giudizio universale.

### Esordi

Luciano Salce, Franca Valeri e Vittorio Caprioli nel 1957

Nel 1946 debutta ufficialmente a teatro nel ruolo di una sarta, in una commedia della compagnia di Ernesto Calindri, in scena al Teatro Olimpia, in Foro Buonaparte. Nel 1947 si fa notare con il personaggio di Lea Lebowitz, una ebrea innamorata del rabbino, in un lavoro teatrale di Alessandro Fersen. Accetta poi di interpretare il cane bassotto del signor Bonaventura, per poter recitare con Sergio Tofano. In seguito entra a far parte della compagnia del Teatro dei Gobbi, nella quale esordisce nel 1949. Il nome d'arte Franca Valeri viene scelto solo più tardi, nei primi anni cinquanta, su suggerimento dell'amica Silvana Mauri, che in quel periodo stava leggendo un libro del poeta Paul Valéry, e su spinta del padre ingegnere che non era convinto della carriera d'attrice della figlia.
La compagnia del Teatro dei Gobbi, formata da Alberto Bonucci (più tardi sostituito da Luciano Salce), Vittorio Caprioli (conosciuto a Roma e ritrovato a Milano in una rivista di Marisa Maresca) e Franca Valeri, si trasferisce a Parigi portando in scena i Carnet de notes n. 1 (1949) e Carnet de notes n. 2 (1950), opere che propongono una serie di sketch satirici sulla società contemporanea senza ausilio di scene e costumi.
La compagnia sceglie infatti una formula teatrale che non prevede alcun travestimento: gli attori non indossano costumi per caratterizzare uno o l'altro personaggio, ma si presentano così come sono al naturale, in modo che il personaggio sia una invenzione del momento e che scaturisca "come dal cappello di un prestigiatore".
A Parigi la compagnia si esibisce in un teatrino del quartiere latino, vicino al teatro dei Pitöeff, condividendo la serata con un'altra coppia di artisti: Raymond Devos e Marcel Marceau e utilizzando scene dipinte da Lila De Nobili.

### Anni cinquanta
Durante gli anni cinquanta, la Valeri intraprende l'attività di attrice cinematografica: esordisce con Federico Fellini e il primo film al quale prende parte è Luci del varietà, codiretto dal regista riminese assieme ad Alberto Lattuada, nel quale interpreta la piccola parte della coreografa ungherese che allestisce un balletto surreale nel nuovo spettacolo di Checco Dalmonte (Peppino De Filippo). Farà seguito una lunga serie di commedie, spesso al fianco di Alberto Sordi o di Totò, tra cui Totò a colori (1952), Piccola posta (1955), Il segno di Venere (1955), Il bigamo (1956), Arrangiatevi! (1959), Il vedovo (1959).
Nel 1950 Colette Rosselli e Indro Montanelli si trovano a Parigi, dove va in scena proprio il Carnet de notes n. 2. Montanelli e la Rosselli sono amici della Valeri e sostenitori dello spettacolo. Nasce così in quel periodo la collaborazione tra la Valeri e la Rosselli, che le porterà a realizzare congiuntamente il libro, fortemente sostenuto dallo stesso Montanelli, Il diario della Signorina snob, pubblicato nel 1951 dalla Mondadori. Il volume è frutto della celebrità ottenuta dal personaggio della "signorina snob" alla radio, alla fine degli anni quaranta. Il diario della Signorina Snob racconta, in forma di diario, un anno della vita di questo personaggio, tracciandone la vita quotidiana, le frequentazioni, le vacanze. Ogni pagina del diario è illustrata dalle tavole della Rosselli.

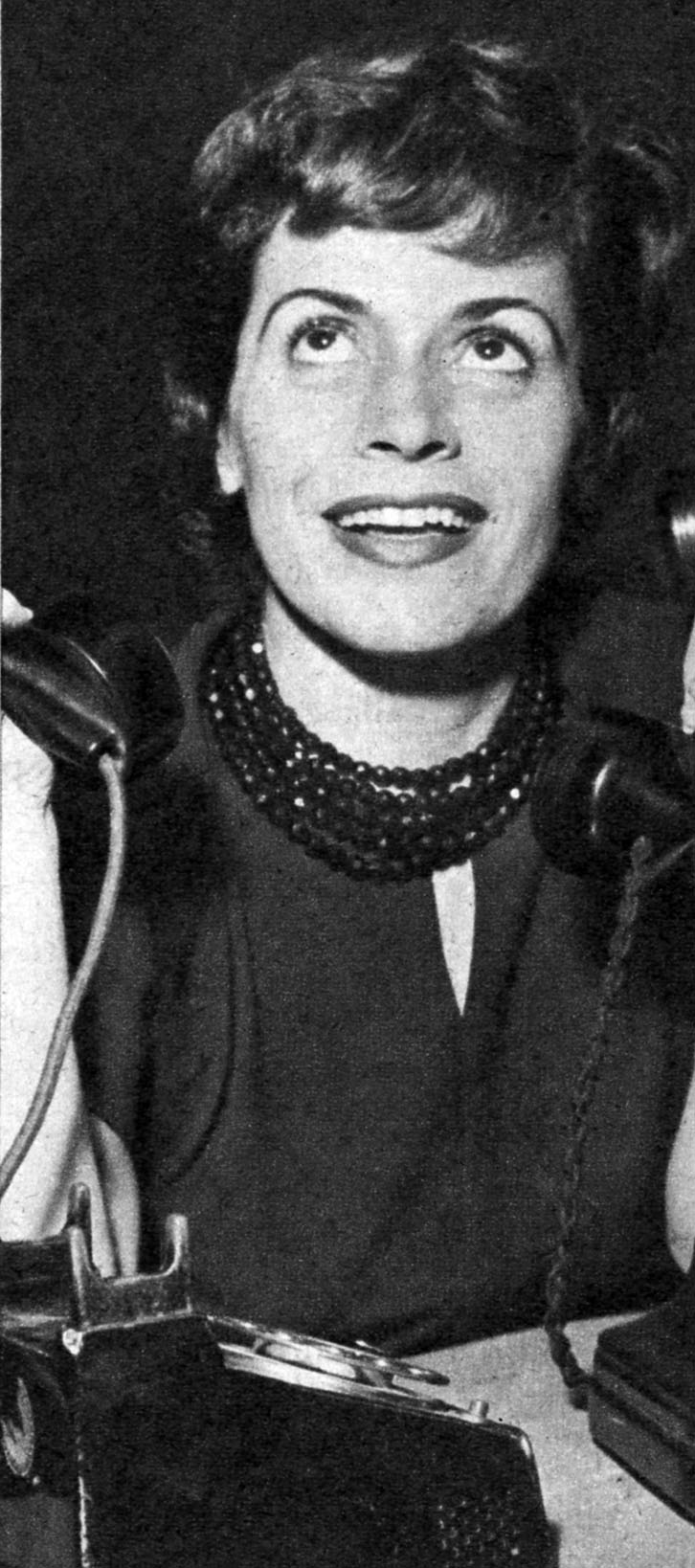
Franca Valeri nel 1960

### Anni sessanta
Negli anni sessanta viene diretta dal marito Vittorio Caprioli in alcune commedie a colori, di cui è anche coautrice della sceneggiatura: Leoni al sole (1961), Parigi o cara (1962) e Scusi, facciamo l'amore? (1967).
Franca Valeri è colonna portante del varietà televisivo dagli anni sessanta, spesso diretta da Antonello Falqui in trasmissioni come Le divine (1959), Studio Uno (1966) e Sabato sera (1967), gli ultimi due condotti da Mina e diretti da Antonello Falqui.
Le pellicole che la vedono protagonista sono poche e per la maggior parte scritte da lei e dirette da Caprioli. In Parigi o cara al personaggio di Delia Nesti è affidato il ruolo di reggere da sola l'intera costruzione del film, circondato da personaggi tutti di secondo piano.
Franca Valeri inoltre non si è dedicata molto al doppiaggio, tuttavia è rimasto un suo doppiaggio dell'attrice francese Simone Signoret nel film Confetti al pepe del 1963.
Durante gli anni sessanta, Franca Valeri pubblica una serie di dischi nei quali vengono registrati i suoi personaggi femminili. La serie di dischi viene pubblicata dalla casa discografica EMI - La voce del padrone. Nascono così gli album Le donne di Franca Valeri (1962, con lo stesso titolo verrà pubblicato anche un EP 7" contenente un brano inedito rispetto all'album), Una serata con Franca Valeri (1965) e La signora Cecioni e le altre (1968). Negli album ogni traccia racchiude un breve monologo dei personaggi più celebri e conosciuti di Franca Valeri, attraverso la radio e la televisione. Al successo televisivo si deve infatti l'album La signora Cecioni e le altre del 1968, che dedica tutta la prima facciata al personaggio della signora Cecioni, una romana popolana sempre al telefono con mammà, divenuta celebre grazie alle trasmissioni, dirette da Antonello Falqui, Studio Uno (1966) e Sabato sera (1967).

### Anni settanta
Le ultime apparizioni cinematografiche di Franca Valeri sono da posizionare tra gli anni settanta e gli anni ottanta, quando figura in alcune pellicole minori che fanno parte degli ultimi fuochi della commedia all'italiana, tra cui: Basta guardarla di Luciano Salce (1970), Ettore lo fusto (1972), Ultimo tango a Zagarol (1973), La signora gioca bene a scopa? (1974).
Durante gli anni settanta partecipa alla fertile stagione degli sceneggiati televisivi della Rai. Diviene molto amica di persone di teatro, come Nora Ricci, con la quale reciterà negli sceneggiati Rai Nel mondo di Alice e Sì, vendetta..., entrambi del 1974, e Giuseppe Patroni Griffi. Nel 1974 scrive e interpreta la miniserie in quattro puntate Sì, vendetta..., diretta da Mario Ferrero. La vicenda è una riflessione sul mondo degli anni settanta e sui cambiamenti avvenuti in seno alla società italiana in conseguenza alla rivoluzione sessuale, vissuta attraverso gli occhi di una signora borghese e della di lei figlia hippy. Ogni episodio infatti affronta un argomento diverso (l'emancipazione dei ragazzi italiani, il femminismo, il rapporto della borghesia con le mode dei giovani, ecc.), attraverso personaggi femminili, in parte già affrontati precedentemente da Franca Valeri nei suoi sketch: ad esempio l'episodio nel quale Sandra Mondaini interpreta la ricca signora che ha votato la sua esistenza alle stravaganze del mondo dell'arte, riecheggia il personaggio della traccia La donna del mondo hippy, presente nell'album La signora Cecioni e le altre, del 1968, che vuole convincere il marito ad indossare abiti stravaganti per non sfigurare alla festa che lei sta organizzando. Sempre nel 1974 Franca Valeri prende parte allo sceneggiato Nel mondo di Alice, diretto da Guido Stagnaro e interpretato da Milena Vukotic (Alice).
Il 12 giugno 1978, su Rete2 viene mandato in onda lo speciale Bistecca, insalatina, del programma di Claudio Barbati e Francesco Bortolini, Videosera. Franca Valeri fa da conduttrice intervistando vari personaggi celebri sul tema dell'alimentazione e delle diete dimagranti. Tra gli altri vengono intervistati Agostina Belli, Margherita Boniver e Maurizio Costanzo.

### Anni ottanta e novanta

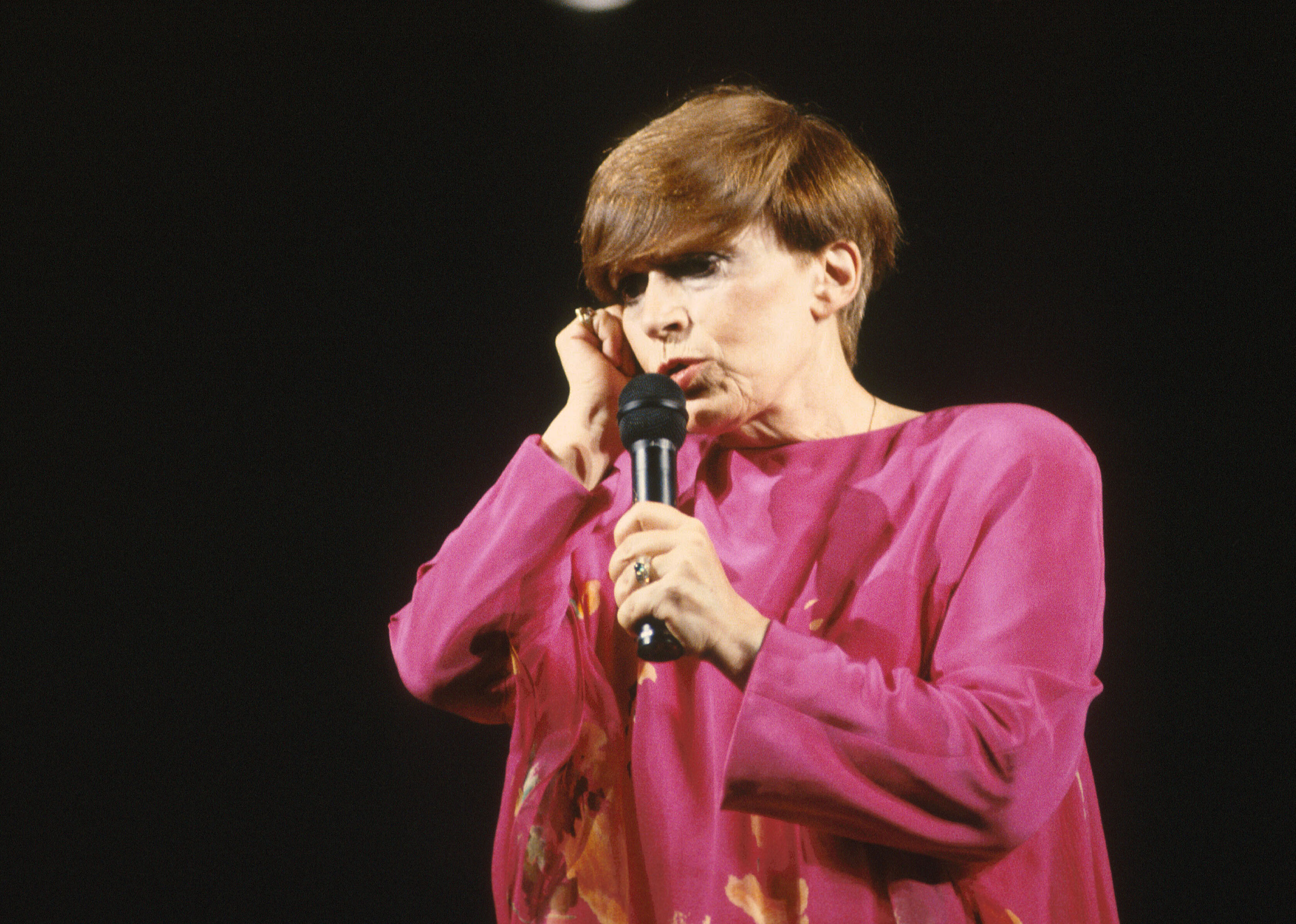
Franca Valeri nel 1990

Nel 1982 è nuovamente in TV nel varietà di Enzo Trapani Due di tutto.
Dal 1989 fino al 1993 nell'ampio spazio all’aperto del Museo della civiltà romana, vengono organizzate e prodotte le stagioni Eurmuse dal regista Massimiliano Terzo in collaborazione con Franca Valeri, grande appassionata di opere liriche, e il direttore d'orchestra Maurizio Rinaldi; Eurmuse ebbe risonanza a livello internazionale. Durante questa manifestazione Franca Valeri cura la regia nelle opere: Il Barbiere di Siviglia di Gioachino Rossini e Rigoletto di Giuseppe Verdi.
Nel 1993, dopo un'assenza di circa un decennio, riappare sugli schermi televisivi partecipando alla trasmissione Magazine 3, in onda su Raitre. Nel 1995 ritorna a recitare per la fiction, partecipando alla sit-com Norma e Felice accanto al comico Gino Bramieri (con cui aveva già collaborato ai tempi di Felicita Colombo, durante gli anni sessanta), a cui fanno seguito le due serie di Caro maestro (1996-1997), nelle quali interpretava il ruolo della bidella della scuola elementare nella quale era ambientato il telefilm.
Nel 1998 ritorna al varietà partecipando a La posta del cuore, in cui riporta in auge il personaggio della "Sora Cecioni". Nel 1999 interpreta a teatro Alcool, commedia sulla decadenza dell'alta borghesia diretta da Adriana Asti.

### Ultimi anni
Oltre che attrice famosa è autrice di commedie di successo, come Lina e il cavaliere, Meno storie, Tosca e altre due (portata anche sul grande schermo nel 2003) e Le Catacombe.
Nel 2000 prende poi parte alle fiction Linda e il brigadiere e Come quando fuori piove. A gennaio 2007 la trasmissione di Raiuno TV7 le dedica un approfondimento. Durante la lunga intervista, l'attrice racconta un aspetto inedito della sua vita: i suoi primi anni e la sua esperienza di componente di una famiglia ebraica durante le leggi razziali del 1938 e la seconda guerra mondiale. Il 25 settembre 2009 prende parte a una puntata del varietà I migliori anni su Raiuno. Ospitata ed intervistata da Carlo Conti viene tributata dal pubblico con lunghi e calorosi applausi in ricordo della sua fulgida carriera.
Tornerà al doppiaggio nel 2001 prestando la voce a uno dei personaggi principali del film d'animazione Disney Atlantis - L'impero perduto, la Signora Wilhelmina Bertha Packard. Nel 2003 Franca Valeri collabora con il rapper Frankie hi-nrg mc, prestando la sua voce per i pezzi prologo ed epilogo dell'album Ero un autarchico. Nel 2005 ha pubblicato Animali e altri attori. Nel 2006 ha recitato in Les bonnes di Jean Genet.
Nel dicembre 2010 Franca Valeri pubblica il libro autobiografico Bugiarda no, reticente, un racconto di un centinaio di pagine nel quale traccia i principali avvenimenti della sua esistenza, che l'hanno portata a intraprendere la carriera artistica come autodidatta. A gennaio 2011 l'attrice torna sul palco del Teatro Valle di Roma con due lavori: Non tutto è risolto (commedia diretta da Giuseppe Marini, con Licia Maglietta, confermata anche nella stagione successiva), la nuova commedia di cui è autrice e protagonista, e La vedova Socrate, un testo liberamente ispirato a La morte di Socrate di Dürrenmatt che aveva debuttato nel 2003; vi farà ritorno il 16 giugno durante l'occupazione. Nell'aprile dello stesso anno aveva già sostenuto quella della Sala Arrigoni (ex Cinema Palazzo) nel quartiere di San Lorenzo, partecipandovi con un intervento insieme con Sabina Guzzanti.
Insieme a Luciana Littizzetto scrive il libro L’educazione delle fanciulle, per poi essere ospite della seconda serata del Festival di Sanremo 2014, condotto dalla stessa Littizzetto insieme a Fabio Fazio.
Morì all'alba del 9 agosto 2020 nella sua casa di Roma, pochi giorni dopo aver festeggiato il suo 100º compleanno. La camera ardente è stata allestita il 10 agosto presso il Teatro Argentina alla presenza di amici e colleghi dello spettacolo, mentre i funerali si sono celebrati in forma privata per volere della famiglia. In seguito la salma è stata tumulata accanto a quella del compagno nel Cimitero comunale di Trevignano Romano dove visse per molti anni della sua vita. Il 2 novembre 2020 il suo nome è stato iscritto nel Famedio di Milano.

## Vita privata

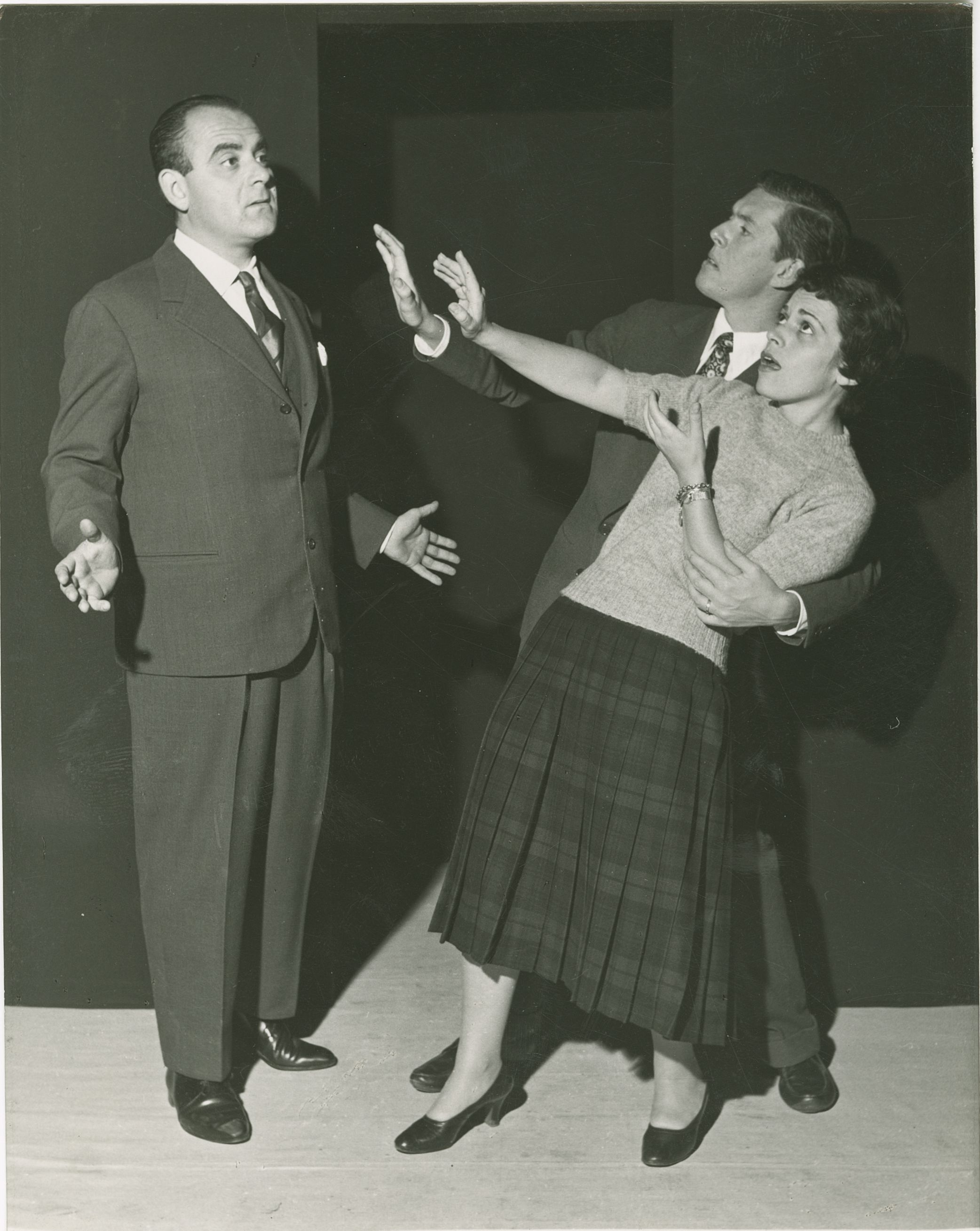
Franca Valeri con Vittorio Caprioli e Luciano Salce nella commedia L'Arcisopolo nel 1956

Franca Valeri fu moglie di Vittorio Caprioli, attore e regista, assieme al quale lavorò in teatro e al cinema. I due si conobbero negli anni quaranta e si sposarono a Ventimiglia il 16 gennaio 1960, nella chiesa di Sant'Agostino. Divorziarono nel 1973, ma la Valeri era già legata da cinque anni al direttore d'orchestra Maurizio Rinaldi, col quale sarebbe rimasta fino al 1978. I due rimasero, comunque, in buoni rapporti fino alla morte di Rinaldi nel 1995, continuando a dirigere il concorso per giovani talenti della lirica, da loro fondato e intitolato al baritono Mattia Battistini. Franca Valeri, inoltre, adottò la cantante lirica Stefania Bonfadelli, allieva e amante di Rinaldi negli ultimi anni della sua vita; lo rivelò soltanto nel 2014 in un'intervista a Stefano Lorenzetto per Panorama, dichiarando che la decisione risaliva a una decina di anni prima.
Franca Valeri, pur non essendo figlia di madre ebrea, ha dichiarato di sentire molto e di essere orgogliosa della propria identità ebraica, rafforzata dalle leggi razziali e dalla persecuzione subita da bambina, e manifestata portando al collo una stella di David proveniente da Israele.
Fondò l'Associazione Franca Valeri - Onlus pro assistenza animali abbandonati, per contrastare il randagismo. Viveva a Trevignano Romano in una villa sul Lago di Bracciano, che ha donato al WWF.

## Personaggi
Franca Valeri ebbe un repertorio classico di personaggi teatrali, poi radiofonici, cinematografici e televisivi, che rappresentarono una sorta di "maschere" che impersonò spesso durante le sue rappresentazioni.
Il suo talento e la lunghissima carriera la collocano tra gli artisti più importanti dello spettacolo italiano.
I principali personaggi di Franca Valeri furono:
- La signorina Snob
- Cesira la manicure
- La sora Cecioni

## Teatro (parziale)

### Prosa
- Lea Lebowitz scritto e diretto da Alessandro Fersen (1947)
- Caterina di Dio di Giovanni Testori, regia di Enrico D'Alessandro (1948)
- Un curioso accidente di Carlo Goldoni - regia di Sergio Tofano (1948)
- Pensaci, Giacomino! di Luigi Pirandello - regia di Sergio Tofano (1948)
- Bonaventura veterinario per forza scritto e diretto da Sergio Tofano (1948)
- La torre sul pollaio di Vittorio Calvino (1949)
- La parigina di Henry Becque, regia di Giorgio Strehler (1950)
- Carnet de Notes 1 scritto e diretto da Valeri-Caprioli-Bonucci - a cura di Luciano Mondolfo (1951)
- Roma di Aldo Palazzeschi, regia di Guglielmo Morandi (1955), con Alberto Lupo
- L'arcisopolo di e con Franca Valeri, Vittorio Caprioli e Luciano Salce, regia di Luciano Salce (1955)
- Lina e il cavaliere di Franca Valeri, Vittorio Caprioli e Giuseppe Patroni Griffi (1958)
- La Maria Brasca di Giovanni Testori, regia di Mario Missiroli (1960)
- Le catacombe o Le donne confuse di Franca Valeri, regia di Vittorio Caprioli (1962)
- Questa qui, quello là di Franca Valeri e con Vittorio Caprioli (1964)
- Luv di Murray Schisgal, con Walter Chiari, Gianrico Tedeschi e Franca Valeri, regia di Giuseppe Patroni Griffi (1966)
- Meno storie, scritto e interpretato da Franca Valeri (1968)
- Il balcone di Jean Genet, regia di Antonio Calenda (1971)
- Il telefono, libretto e musica di Gian Carlo Menotti, regia di Franca Valeri (1975)
- Gin Game di Donald L. Coburn, regia di Giorgio De Lullo (1978) con Paolo Stoppa
- Non c'è niente da ridere se una donna cade, monologo da Henry Mitton (1978)
- Il bell'indifferente di Jean Cocteau, regia di Giuseppe Patroni Griffi (1981), con Remo Girone
- Le donne che amo, scritto, diretto e interpretato da Franca Valeri (1981)
- La donna vendicativa di Carlo Goldoni, regia di Gabriele Lavia (1984)
- La strana coppia di Neil Simon, adattamento di Luigi Lunari, regia di Franca Valeri (1986), con Rossella Falk e Monica Vitti
- Ho due parole da dirvi di Jean-Pierre Delage, regia di Franca Valeri (1987)
- Fior di pisello di Édouard Bourdet, regia di Giuseppe Patroni Griffi (1990)
- Senza titolo, scritto, diretto e interpretato da Franca Valeri (1991)
- Una volta nella vita di George Kaufman e Moss Hart, regia di Giuseppe Patroni Griffi (1991)
- L'appartamento di Billy Wilder, adattamento e regia di Franca Valeri (1991), con Alessandra Martines
- Tosca e altre due (ripresa) di Franca Valeri - regia di Giorgio Ferrara (1993) con Adriana Asti
- Sorelle ma solo due di Franca Valeri - regia di Aldo Terlizzi (1996)
- Mal di ma(d)re di Pierre-Olivier Scotto, regia di Patrick Rossi Gastaldi (1998-2000), con Urbano Barberini
- Alcool scritto e diretto da Adriana Asti (1999)
- Possesso di Abraham B. Yehoshua - regia di Toni Bertorelli (2001-2002), con Urbano Barberini
- La vedova Socrate (2003-2004-2005-2011)
- Il giuocatore di Carlo Goldoni, regia di Giuseppe Patroni Griffi (2004)
- Le serve (Les bonnes) di Jean Genet, regia di Giuseppe Marini (2006-2007-2008), con Franca Valeri, Anna Maria Guarnieri e Patrizia Zappa Mulas, prima nazionale Teatro La Fenice di Senigallia il 9 marzo 2006
- Buon compleanno Samuel Beckett, serata ideata da Franco Quadri (13 aprile 2006), e con Patrizia Zappa Mulas
- Carnet de notes 2008 di Franca Valeri - a cura di Giuseppe Marini (2008) con Pino Strabioli
- Oddio, mamma!, regia di Daniele Falleri (2009-2010), con Urbano Barberini
- I soldi. Serata umoristica sulla ricchezza, con Franca Valeri e Patrizia Zappa Mulas (2010)
- Non tutto è risolto, regia di Giuseppe Marini (2011-2012-2013) con Licia Maglietta, Urbano Barberini
- La bruttina stagionata, regia di Franca Valeri (2011) con Gabriella Franchini
- Parliamone, regia di Franca Valeri (2013)
- Il cambio dei cavalli, regia di Giuseppe Marini (2014-2015)

### Opere liriche

#### Regista
- Il coccodrillo libretto e musica di Valentino Bucchi (1971) - Teatro dell'Opera di Roma
- Lucia di Lammermoor, musica di Gaetano Donizetti - Teatro Sperimentale di Spoleto[senza fonte]
- Pagliacci, musica di Ruggero Leoncavallo, direttore Maurizio Rinaldi (1974) - Sferisterio di Macerata[senza fonte]
- Il telefono, libretto e musica di Gian Carlo Menotti (1975) - Festival dei Due Mondi di Spoleto
- La traviata, musica di Giuseppe Verdi, direttore Maurizio Rinaldi (1976) - Sferisterio di Macerata
- La bohème, musica di Giacomo Puccini, direttore Maurizio Rinaldi (1980) - Teatro Ariston di Sanremo
- La battaglia di Legnano, musica di Giuseppe Verdi, direttore Maurizio Rinaldi (1981) - Teatro Ariston di Sanremo
- Rigoletto, musica di Giuseppe Verdi, direttore Maurizio Rinaldi (1982)
- Ernani, musica di Giuseppe Verdi, direttore Maurizio Rinaldi (1984)
- La forza del destino, musica di Giuseppe Verdi, direttore Maurizio Rinaldi (1986)
- Don Pasquale, musica di Gaetano Donizetti, direttore Maurizio Rinaldi (1989)
- Il Barbiere di Siviglia di Gioachino Rossini, direttore Maurizio Rinaldi (1989-1993)
- Rigoletto di Giuseppe Verdi, direttore Maurizio Rinaldi (1989-1993)

## Filmografia

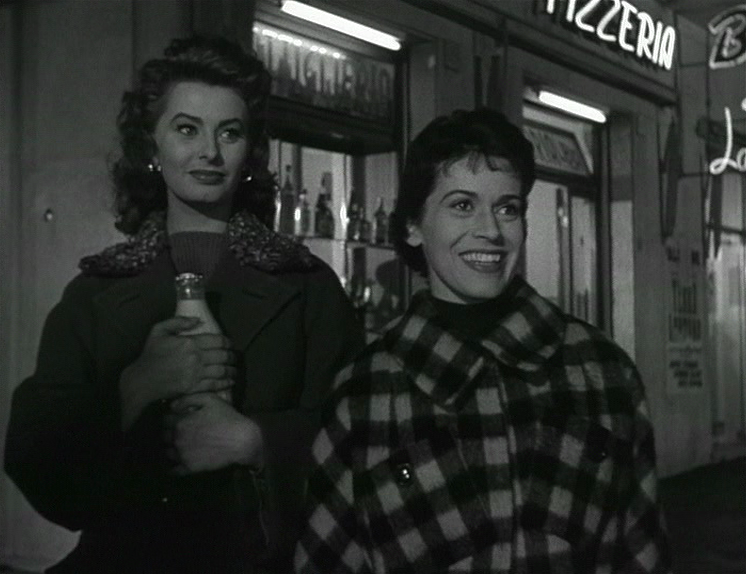
Franca Valeri con Sophia Loren ne Il segno di Venere (1955)

Franca Valeri in Parigi o cara (1962)

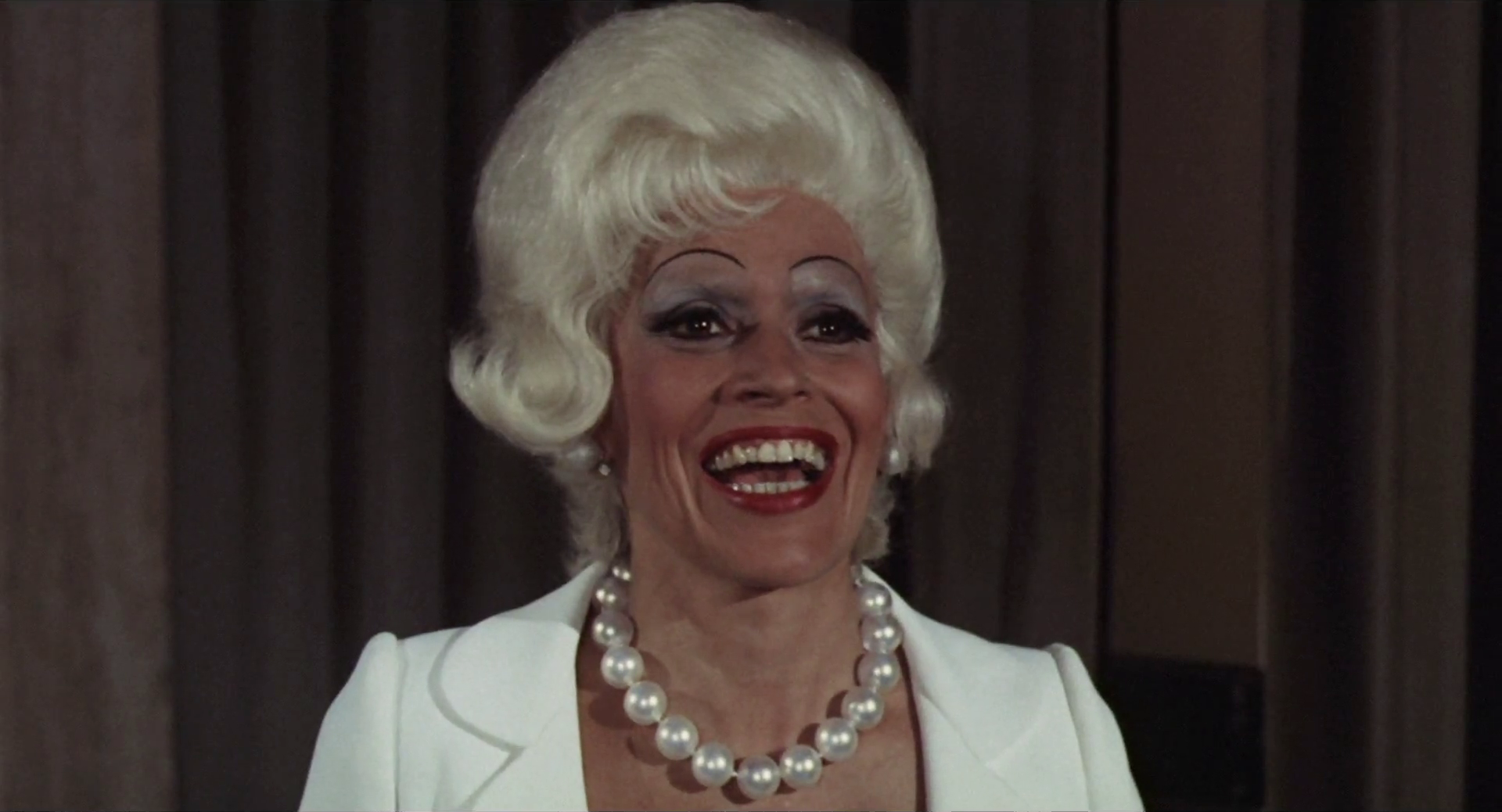
Franca Valeri in Basta guardarla (1970) nel ruolo di Pola Prima, parodia di Wanda Osiris

### Attrice

#### Cinema
- Luci del varietà, regia di Federico Fellini e Alberto Lattuada (1950)
- I due sergenti, regia di Carlo Alberto Chiesa (1951)
- Totò a colori, regia di Steno (1952)
- Solo per te Lucia, regia di Franco Rossi (1952)
- Concorso di bellezza, episodio di Villa Borghese, regia di Gianni Franciolini e Vittorio De Sica (1953)
- Questi fantasmi, regia di Eduardo De Filippo (1954)
- Le signorine dello 04, regia di Gianni Franciolini (1955)
- Il segno di Venere, regia di Dino Risi (1955)
- Un eroe dei nostri tempi, regia di Mario Monicelli (1955)
- Piccola posta, regia di Steno (1955)
- Il bigamo, regia di Luciano Emmer (1956)
- Mariti in città, regia di Luigi Comencini (1957)
- La ragazza del Palio, regia di Luigi Zampa (1957)
- Non perdiamo la testa, regia di Mario Mattoli (1959)
- Il moralista, regia di Giorgio Bianchi (1959)
- Arrangiatevi, regia di Mauro Bolognini (1959)
- Il vedovo, regia di Dino Risi (1959)
- Mariti in pericolo, regia di Mauro Morassi (1960)
- Crimen, regia di Mario Camerini (1960)
- Leoni al sole, regia di Vittorio Caprioli (1961)
- I motorizzati, regia di Camillo Mastrocinque (1962)
- Parigi o cara, regia di Vittorio Caprioli (1962)
- Il giorno più corto, regia di Sergio Corbucci (1963)
- Gli onorevoli, regia di Sergio Corbucci (1963)
- La manina di Fatma, episodio di I cuori infranti, regia di Vittorio Caprioli (1963)
- Il pezzo antico, episodio di I maniaci, regia di Lucio Fulci (1964)
- Io, io, io... e gli altri, regia di Alessandro Blasetti (1966)
- La ragazza del bersagliere, regia di Alessandro Blasetti (1967)
- Scusi, facciamo l'amore?, regia di Vittorio Caprioli (1968)
- Basta guardarla, regia di Luciano Salce (1970)
- Nel giorno del Signore, regia di Bruno Corbucci (1970)
- Ettore lo fusto, regia di Enzo G. Castellari (1972)
- Ultimo tango a Zagarol, regia di Nando Cicero (1973)
- La signora gioca bene a scopa?, regia di Giuliano Carnimeo (1974)
- L'Italia s'è rotta, regia di Steno (1976)
- Come ti rapisco il pupo, regia di Lucio De Caro (1977)
- La bidonata, regia di Luciano Ercoli (1977)
- Grazie tante arrivederci, regia di Mauro Ivaldi (1977)
- Tanto va la gatta al lardo..., regia di Vittorio Sindoni (1978)
- C'est pas moi, c'est lui, regia di Pierre Richard (1980)
- Un amore in prima classe, regia di Salvatore Samperi (1980)
- Non ti conosco più amore, regia di Sergio Corbucci (1980)
- Paulo Roberto Cotechiño centravanti di sfondamento, regia di Nando Cicero (1983)
- Tosca e altre due, regia di Giorgio Ferrara (2003)
- Una commedia italiana che non fa ridere, regia di Luca D'Ascanio (2012) - cortometraggio

#### Televisione
- Idillio villereccio, regia di Antonello Falqui – teleteatro (1956)
- Felicita Colombo – film TV (1968)
- Le donne balorde – serie TV, 5 episodi (1970)
- Sì, vendetta... – miniserie TV, 4 episodi (1974)
- Nel mondo di Alice – miniserie TV, 2 episodi (1974)
- Il barone e il servitore – miniserie TV (1978)
- Papà prende moglie – miniserie TV, 7 episodi (1993)
- Norma e Felice – serie TV, 20 episodi (1995-1996)
- Caro maestro – serie TV, 13 episodi (1996-1997)
- Linda e il brigadiere – serie TV, 4 episodi (2000)
- Come quando fuori piove – miniserie TV, 3 episodi (2000)
- Non tutto è risolto – film TV (2014)

### Sceneggiatrice

#### Cinema
- Il segno di Venere, regia di Dino Risi (1955)
- Leoni al sole, regia di Vittorio Caprioli (1961)
- Parigi o cara, regia di Vittorio Caprioli (1962)
- Scusi, facciamo l'amore?, regia di Vittorio Caprioli (1968)
- Tosca e altre due, regia di Giorgio Ferrara (2003)

#### Televisione
- Le donne balorde – serie TV, 5 episodi (1970)
- Sì, vendetta... – miniserie TV, 4 episodi (1974)
- Non tutto è risolto – film TV (2014)

### Doppiatrice
- Signora Wilhelmina Bertha Packard in Atlantis - L'impero perduto

## Programmi televisivi

Franca Valeri nei panni della Sora Cecioni nel 1967

- La regina ed io, regia di Antonello Falqui (1957)
- Sorridendo, regia di Guglielmo Morandi (1957)
- Mostra personale (1958)
- Le divine, regia di Mario Ferrero (1959)
- Eva ed io, regia di Antonello Falqui (1962)
- Souvenir di Studio Uno, regia di Antonello Falqui (1964)
- Stasera Rita, regia di Antonello Falqui (1965)
- Spettacolo a Milano, regia di Gianfranco Bettetini (1965)
- Studio Uno, regia di Antonello Falqui (1966)
- Sabato sera, regia di Antonello Falqui (1967)
- Matita blu. Note di costume, regia di Paolo Toddeini (1968)
- Stasera, regia di Antonello Falqui (1969)
- Una serata con Vittorio Caprioli, regia di Antonello Falqui (1972)
- Auguri Auguri, regia di Antonio Moretti (1972)
- Il poeta e il contadino, regia di Beppe Recchia (1973)
- Vino, whisky e chewing-gum, regia di Vito Molinari (1974)
- Il prode piccolo sarto, regia di Lino Procacci (1974)
- Milleluci, regia di Antonello Falqui (1974)
- Lui, lui, lui, regia di Giancarlo Nicotra (1974)
- Un giorno dopo l'altro, regia di Guido Stagnaro (1974)
- Appunti su Milano, regia di Enzo Trapani (1976)
- A modo mio, regia di Gian Carlo Nicotra (1977)
- Partita a due, regia di Antonio Bacchieri (Rete 2, 1977)
- Bistecca, insalatina, reportage di Francesco Bortolini (1978)
- Giochiamo al varieté, regia di Antonello Falqui (1980)
- Studio '80, regia di Antonello Falqui (1980)
- Cielo, mio marito, regia di Gino Landi (1980)
- Io e... il telefono, regia di Paolo Graldi (1981)
- Come Alice, regia di Antonello Falqui (1982)
- Due di tutto, regia di Enzo Trapani (1982)
- Cipria, regia di Gino Landi, (Rete 4, 1982-1983)
- Al Paradise, regia di Antonello Falqui (1983-1984)
- Teatro Tre, con Katyna Ranieri, regia di Giampaolo Taddeini (1983)
- Le vie del successo (1983)
- Sotto le stelle, regia di Adolfo Lippi (1984)
- Magazine 3 (Raitre, 1993)
- La posta del cuore (1998)
- Colpo di scena, regia di Fabio Masi (2014)

## Radio
- Zig-zag, regia Nunzio Filogamo, (1949-1950) - varietà
- Rosso e nero, regia di Riccardo Mantoni, (Rete Rossa, 1951)
- Lo schiaccianoci, regia di Nino Meloni (Secondo Programma, 1953)[senza fonte]
- Le donne di James Thurber, regia di Gian Domenico Giagni (Terzo Programma, 1953)
- Courteline all'italiana, regia di Luciano Mondolfo (Secondo Programma 1954)
- La zuccheriera (Secondo Programma, 1955)
- Chi li ha visti?, di e con Franca Valeri, Vittorio Caprioli e Luciano Salce, dall'8 luglio al 23 settembre 1956, secondo programma, domenica ore 22
- Sulle spiagge della luna, di e con Franca Valeri, Vittorio Caprioli e Luciano Salce, orchestra di Armando Trovajoli, dal 19 gennaio al 27 aprile 1957, programma nazionale, sabato ore 21
- Il fiore all'occhiello. Varietà del venerdì sera, con Franca Valeri e Vittorio Caprioli, dal 14 febbraio al 7 marzo 1958, secondo programma, venerdì ore 21
- Le donne di e con Franca Valeri, giovedì 1 gennaio 1959, secondo programma, ore 21
- Piramo e Tisbe di Henry James, regia di Giulio Pacuvio, venerdì 14 agosto 1959, terzo programma, ore 21,20
- Il salone dell'uomo di Jean Poiret e Michel Serrault, regia di Luciano Mondolfo, giovedì 20 ottobre 1960, secondo programma, ore 20,30
- Cabaret parigino 1960, regia di Luciano Mondolfo, giovedì 29 dicembre 1960, secondo programma, ore 20,30
- Breve incontro di Noël Coward, regia di Luciano Mondolfo, giovedì 22 giugno 1961, programma nazionale, ore 22
- Noi mattatori di Amerigo Gomez, con Franca Valeri e Vittorio Gassman, lunedì 9 ottobre 1961, secondo programma, ore 20,30
- L'uomo cattivo di Stefano Landi, regia di Luciano Mondolfo, sabato 23 maggio 1964, programma nazionale, ore 20,30
- Come una grande famiglia di Luciano Bianciardi ed Enrico Vaime, regia di Filippo Crivelli, martedì 18 gennaio 1966, programma nazionale, ore 20,30
- Gran varietà di Amurri e Jurgens, regia di Federico Sanguigni, dal 1º ottobre al 24 dicembre 1967 e dal 29 dicembre 1967 al 23 marzo 1969, secondo programma, domenica ore 9,35
- Formula Uno di Antonello Falqui e Guido Sacerdote, con Paolo Villaggio, Franca Valeri e Luciano Salce, regia di Antonello Falqui, dal 7 ottobre al 23 dicembre 1970, secondo programma, mercoledì ore 12,35
- Classic-jockey, presenta Franca Valeri, dal 17 ottobre 1970 al 3 aprile 1971, programma nazionale, sabato ore 12,09; dall'11 aprile al 27 settembre 1971, secondo programma, domenica ore 12,30; dall'8 gennaio all'11 novembre 1972, secondo programma, sabato ore 16,35
- La donna vendicativa di Carlo Goldoni, riduzione di Renato Mainardi, regia di Luciano Mondolfo, 11 maggio 1973, programma nazionale, ore 13,20
- La Maria Brasca di Giovanni Testori, riduzione di Renato Mainardi, regia di Luciano Mondolfo, 18 maggio 1973, programma nazionale, ore 13,20
- La zitella di Carlo Bertolazzi, riduzione di Renato Mainardi, regia di Luciano Mondolfo, 25 maggio 1973, programma nazionale, ore 13,20
- Veramente chic! di Franca Valeri, riduzione di Renato Mainardi, regia di Luciano Mondolfo, 1 giugno 1973, programma nazionale, ore 13,20
- Special. Franca Valeri, testi di Franca Valeri, regia di Orazio Gavioli, venerdì 17 agosto 1973, secondo programma, ore 10,35
- I Malalingua, condotto e diretto da Luciano Salce, dal 3 ottobre al 12 dicembre 1973, secondo programma, mercoledì ore 12,40
- Voi ed io: punto e a capo. Musiche e parole provocate dai fatti, con Franca Valeri, nuovo corso dello storico "Voi ed Io" in onda dal 5 gennaio 1970 al 2 ottobre 1976 sul programma nazionale radiorai, dal 4 al 23 ottobre 1976, radiouno, ore 9
- La figlia di Bastiana di Colette, letto da Franca Valeri, lunedì 24 dicembre 1979, radiodue, ore 18,33
- L'aggiornamento di Grazia Livi, letto da Franca Valeri, lunedì 31 dicembre 1979, radiodue, ore 18,33
- L'inconscio musicale di Anna Maria Greci e Dedè Padovani, martedì 30 dicembre 1980, radiouno, ore 14,03
- Una prova del matrimonio di Peter Ustinov, domenica 7 giugno 1981, radiotre, ore 17
- La battaglia di Legnano, musica di Giuseppe Verdi, direttore Maurizio Rinaldi, regia di Franca Valeri, domenica 27 dicembre 1981, radiotre, ore 17; registrato il 27 settembre 1981 al Teatro Eliseo di Roma
- Permette, cavallo? di Michele Guardì, Antonello Falqui e Oreste Lionello, con Gino Bramieri, regia di Carlo Principini, domenica 30 maggio 1982, radiouno, ore 11
- Rigoletto, musica di Giuseppe Verdi, direttore Maurizio Rinaldi, regia di Franca Valeri, giovedì 23 dicembre 1982, radiotre, ore 21,10; registrato il 3 ottobre 1982 al Teatro Eliseo di Roma
- Ernani, musica di Giuseppe Verdi, direttore Maurizio Rinaldi, regia di Franca Valeri, giovedì 13 dicembre 1984, radiotre, ore 21,10; registrato il 16 ottobre 1984 al Teatro Politeama di Carrara
- La forza del destino, musica di Giuseppe Verdi, direttore Maurizio Rinaldi, regia di Franca Valeri, martedì 30 settembre 1986, radiotre, ore 20,15; in diretta dal Teatro Eliseo di Roma
- Di tanti palpiti, programma dedicato all'opera lirica ed alle regìe teatrali, condotto da Franca Valeri e Gina Guandalini dal giugno 1998 sino al 2002, radiotre, domenica ore 10,30[33]

## Pubblicità
- Spot televisivi pandoro Melegatti (anni ottanta/novanta)

## Libri
- Il diario della signorina Snob, Colette Rosselli (illustrazioni), Milano, Arnoldo Mondadori Editore, 1951, ISBN non esistente.
  -  Il diario della signorina Snob, collana Le Comete, Colette Rosselli (illustrazioni), Lindau, 2003, ISBN 978-88-718-0474-3.
- Le donne, Milano, Longanesi & C., 1960, ISBN non esistente.
  -  Le donne, collana Supercoralli, Torino, Einaudi, 2012, ISBN 978-88-062-1192-9.
- Le catacombe. Tre atti, Bologna, Cappelli, 1963, ISBN non esistente.
- Questa qui, quello là, Milano, Longanesi, 1965, ISBN non esistente.
- Toh, quante donne!, collana Biblioteca Umoristica, Milano, Arnoldo Mondadori Editore, 1992, ISBN 978-88-043-6283-8.
  -  Toh, quante donne!, collana Le Comete, Torino, Lindau, 2004, ISBN 978-88-718-0513-9.
- Patrizia Zappa Mulas (a cura di), Tragedie da ridere. Dalla signorina Snob alla vedova Socrate, Milano, La Tartaruga, 2003, ISBN 978-88-773-8381-5.
- Animali e altri attori. Storie di cani, gatti e altri personaggi, Roma, Nottetempo, 2005, ISBN 978-88-745-2063-3.
- Patrizia Zappa Mulas (a cura di), Di tanti palpiti. Divertimenti musicali, Milano, La Tartaruga, 2009, ISBN 978-88-773-8462-1.
- Bugiarda no, reticente, collana Supercoralli, Torino, Einaudi, 2010, ISBN 978-88-062-0640-6.
- Non tutto è risolto, collana Collezione di teatro, Torino, Einaudi, 2011, ISBN 978-88-062-0645-1.
- Franca Valeri e Luciana Littizzetto, L'educazione delle fanciulle. Dialogo tra due signorine perbene, collana Stile Libero Extra, Torino, Einaudi, 2011, ISBN 978-88-062-0943-8.
- Il cambio dei cavalli, collana Collezione di teatro, n. 437, Torino, Einaudi, 2014, ISBN 978-88-062-2050-1.
- La vacanza dei superstiti (e la chiamano vecchiaia), collana Supercoralli, Torino, Einaudi, 2016, ISBN 978-88-062-3008-1.
- La stanza dei gatti. Una chiacchierata con il teatro, collana Supercoralli, Torino, Einaudi, 2017, ISBN 978-88-062-3612-0.
- Il secolo della noia, collana L'Arcipelago, Torino, Einaudi, 2019, ISBN 978-88-062-4209-1.
- Tutte le commedie, collana Narrativa, Lella Costa (prefazione), Milano, La Tartaruga, 2020, ISBN 978-88-948-1430-9.
- La Ferrarina. Taverna, collana Collezione di teatro, n. 452, Torino, Einaudi, 2020, ISBN 978-88-062-4699-0.

## Discografia parziale

### Album in studio
- 1961 – Le avventure di Cocorito (con Alberto Bonucci)
- 1961 – Le donne di Franca Valeri 	(La Voce del Padrone, QELP 8039)
- 1965 – Una serata con Franca Valeri (La Voce del Padrone, QELP 8149)
- 1968 – La signora Cecioni e le altre (La Voce del Padrone, PSQ 049)
- 1969 – Io e l'automobile (RCA, LP8S 21045)[34]
- 2007 – La signora Valeri – Le donne alla radio di Franca Valeri

### Raccolte
- 1965 – To Our Friends (Campi - Editore Recording, CLP 100-004) con il brano Some Dates of Their Last Succesfull Years insieme con Vittorio Caprioli
- 2007 – La signora Valeri - Le donne alla radio di Franca Valeri (Twilight Music, TWI CD AS 07 36)

### Singoli/EP
- 1952 – La signorina snob/La signora Cesira
- 1955 – Carlo Porta detto da Franca Valeri (Cetra, CL. 0404V)
- 1958 – Lina e il cavaliere (Philips, 421 888 PE) (con Alberto Bonucci)
- 1961 – Le avventure di Cocorito (con Vittorio Caprioli)
- 1961 – Le donne di Franca Valeri (La Voce del Padrone, 7EMQ 215)
- 1963 – Le catacombe o le donne confuse - Tre atti di Franca Valeri (Aletti Editore S.p.A.)
- 1963 – Liberati di me (CAM, CA.2543)
- Franca Valeri canta per 4
- Somma "le coperte che non smettono mai di esser belle" presenta... I dialoghi di Franca Valeri

### Collaborazioni
- 2003 – Frankie hi-nrg mc, Ero un autarchico (con i brani Prima e Dopo)

## Riconoscimenti
- David di Donatello
  - 2020 – David speciale[35]
- Ciak d'oro
  - 2004 – Ciak d'oro alla carriera[36]
- Festival dei Due Mondi
  - 2011 – Premio SIAE alla creatività[37]
- Premio "Anna Magnani"
  - 2012 – Premio alla carriera
- Premio Chiara
  - 2019 – Premio alla carriera[38]
- Premio Flaiano sezione teatro[39]
  - 1994 – Alla carriera

## Citazioni e omaggi
I personaggi di Franca Valeri sono spesso stati oggetto di citazioni e omaggi da parte di altri artisti. Tra di essi:
- Ernst Thole: gli sketch presentati da Thole partecipando alla seconda stagione di Non stop - il varietà senza conduttore diretto da Enzo Trapani in onda sulle reti Rai dal 1977 al 1979 - erano ispirati e omaggiavano direttamente lo stile inconfondibile di Franca Valeri, spesso utilizzando lo stratagemma della "telefonata". In un celebre sketch Thole interpreta la mamma che telefona alla figlia per sapere com'è andato il viaggio di nozze.
- Simona Marchini: in una serie di sketch la Marchini rifà a modo suo un personaggio molto simile a quello della "Sora Cecioni" inventato da Franca Valeri, utilizzando lo stratagemma della "telefonata a mammà".